# Muhammet Araz
Muhammet Araz (* 13. August 2003) ist ein österreichischer Fußballspieler.

## Karriere

### Verein
Araz begann seine Karriere beim FV Austria XIII. Zur Saison 2014/15 wechselte er zum Wiener Sportklub. Zur Saison 2017/18 wechselte er in die Akademie des FK Austria Wien, in der er sämtliche Altersstufen durchlief. Zur Saison 2021/22 rückte er in den Kader der zweiten Mannschaft der Austria. Sein Debüt für diese in der 2. Liga gab er im Mai 2022, als er am 28. Spieltag jener Saison gegen die Kapfenberger SV in der Startelf stand. Insgesamt kam er für die Young Violets zweimal zum Einsatz.
Zur Saison 2022/23 wechselte Araz innerhalb der 2. Liga zum FC Admira Wacker Mödling, bei dem er einen bis Juni 2025 laufenden Vertrag erhielt. Bei der Admira konnte er sich aber nicht durchsetzen, bis zur Winterpause kam er zu vier Kurzeinsätzen in der 2. Liga. Im Februar 2023 wurde er daraufhin an den Regionalligisten FC Mauerwerk verliehen. Für Mauerwerk kam er während der Leihe zu zehn Einsätzen in der Regionalliga. Zur Saison 2023/24 kehrte er zur Admira zurück, wo er fortan aber ausschließlich für die neu geschaffene Amateurmannschaft zum Zug kam. Für diese absolvierte er 21 Partien in der fünftklassigen 2. Landesliga.
Im September 2024 wechselte Araz in die Türkei zum Viertligisten Balıkesirspor.

### Nationalmannschaft
Araz spielte im Mai 2019 erstmals für eine österreichische Jugendnationalauswahl. Im September 2019 debütierte er in der U-17-Auswahl, für die er insgesamt fünf Mal spielen sollte.